# I Feel Love
I Feel Love är en discolåt framförd av Donna Summer som lanserades 1977. Låten skrevs av Summer tillsammans med Giorgio Moroder och Pete Bellotte. Den släpptes som singel och fanns med på albumet I Remember Yesterday. Albumet var ett temaalbum där låtarna representerade olika tidsepoker. I Feel Love var albumets sista låt och representerade framtiden. Låten blev en stor hit i många länder och bland annat etta på brittiska singellistan.
Tidigare hade discomusiken nästan enbart producerats med hjälp av traditionella orkestrar, men på denna låt valde Giorgio Moroder att helt använda elektroniska syntar till hela produktionen. 
Magasinet Rolling Stone listade låten som #418 då de sammanställde listan The 500 Greatest Songs of All Time. Låten finns sedan 2012 upptagen i amerikanska National Recording Registry.

## Listplaceringar
| Lista (1977)   | Position              |
| -------------- | --------------------- |
| Australien     | 1 (Kent Music Report) |
| Finland        | 11                    |
| Flandern       | 1                     |
| Frankrike      | 35                    |
| Irland         | 9                     |
| Kanada         | 4 (RPM)               |
| Nederländerna  | 1                     |
| Norge          | 8 (VG-lista)          |
| Nya Zeeland    | 2                     |
| Schweiz        | 2                     |
| Spanien        | 5                     |
| Storbritannien | 1 (UK Singles Chart)  |
| Sverige        | 5 (Topplistan)        |
| USA            | 6 (Billboard Hot 100) |
| Vallonien      | 2                     |
| Västtyskland   | 3                     |
| Österrike      | 1                     |